# Marco Antonio Gentile
Marco Antonio Gentile (Génova, 1723 - Génova, 1798) foi o 177.º Doge da República de Génova.

## Biografia
Durante o seu mandato como Doge, Gentile foi altamente respeitado, pois enriqueceu a biblioteca da cidade, aumentou o jardim botânico e foi o primeiro Doge a visitar a universidade. Ele também foi um grande defensor de uma política externa mais activa, baseada na aliança com a Áustria e a Inglaterra. Após o término do seu mandato, que chegou ao fim a 8 de março de 1783, concorreu novamente nas eleições aduaneiras de 1785, mas foi derrotado. Marco Antonio Gentile acabou por falecer em 1798, aos 75 anos, sem casar e sem filhos.